# Vesioli (Tbilískaya, Krasnodar)
Vesioli (del ruso: Весëлый) es un jútor del raión de Tbilískaya del krai de Krasnodar, en Rusia. Está situado en las tierras bajas de Kubán-Azov, en la orilla derecha del río Zelenchuk Vtorói, afluente del Kubán, frente a Sovetski, 9 km al sur de Tbilískaya y 106 km al este de Krasnodar, la capital del krai. Tenía 100 habitantes en 2008
Pertenece al municipio rural Vannovskoye.